# Магнус Гвюдмюндссон
Ма́гнус Гвю́дмюндссон (исл. Magnús Guðmundsson; 6 февраля 1879 — 28 ноября 1937) — премьер-министр Исландии (исполняющий обязанности) с 23 июня до 8 июля 1926 года.
Окончил Копенгагенский университет в 1907 году. С 1916 года до своей смерти — член альтинга. В 1920—1922 — министр финансов страны, в 1924—1927 годах — министр по делам промышленности (член консервативной партии). После кончины премьер-министра Йоуна Магнуссона исполнял обязанности премьер-министра до формирования нового правительства. Впоследствии — один из основателей Партии независимости, министр юстиции в 1932—1934 годах в правительстве Аусгейра Аусгейрссона, первом с участием этой партии.